# بييت فان ايست
بييت فان ايست (بالهولندية: Piet van Est)‏ كان دراج هولندي في صنف سباق الدراجات على الطريق.

## سجل النتائج

### سباقات أو مراحل فاز بها
- طواف فرنسا
- طواف إيطاليا

## روابط خارجية
- بييت فان ايست على موقع أرشيف الدراجات (الإنجليزية)
- بييت فان ايست على موقع إحصائيات الدراجات الإحترافية (الإنجليزية)